# Парламентарни избори в България (1882)
Парламентарните избори в Княжество България се провеждат през есента на 1882 г. Това са първите избори след премахването на конституцията от Второто велико народно събрание на 13 юли 1881 г.

## Обща информация
Като част от приетите изменения, е намаленият брой на народните представители от 307 на 47, най-ниският в българската история. Либералната партия бойкотира изборите в знак на протест заради миналогодишната предизборна кампания. Това води до друго консервативно мнозинство. Събранието се свиква на 10 декември 1882 г. За разлика от миналия път, консерваторите показват изненадваща степен на независимост, която е изразена предимно срещу руснаците. Несъгласията относно външната и вътрешната политика (като железопътното строителство) карат княз Александър I Батенберг и парламента да се противопоставят на руското влияние и да възстановят Търновската конституция на 6 септември 1883 г. След тези решения, руските генерали Леонид Соболев и Александър Каулбарс напускат страната и се формира коалиционно правителство между либерали и консерватори с министър-председател Драган Цанков.